# Pela Fé
Pela Fé é o décimo segundo álbum do cantor Kleber Lucas, lançado pela gravadora MK Music em julho de 2016.
Produzido por Kleyton Martins, o disco conta com doze músicas escritas totalmente por Kleber. O cantor passou dois meses compondo o repertório, em uma espécie de "retiro". Após lançado, o disco alcançou avaliações favoráveis da mídia especializada e foi considerado um dos melhores discos do segmento no ano.
Como single, foi divulgada a música "A Ele".

## Lançamento e recepção
| Críticas profissionais | Críticas profissionais |
| Avaliações da crítica  | Avaliações da crítica  |
| Fonte                  | Avaliação              |
| ---------------------- | ---------------------- |
| Super Gospel           | [ 5 ]                  |

Pela Fé foi liberado em julho de 2016 pela gravadora MK Music e recebeu uma avaliação favorável do portal Super Gospel. Com cotação de 4 estrelas de 5, o projeto foi definido como "o trabalho mais sólido e surpreendente do músico desde Comunhão para Aqueles que Te Amam", de 2007.
Em 2019, foi eleito pelo Super Gospel o 24º melhor álbum da década de 2010.

## Faixas
1. Pra Recomeçar
2. A Ele
3. Para O Adorar
4. Aleluia
5. Novo Jeito
6. Teu Chamado
7. O Rei Está Voltando
8. Glória
9. Acesso
10. Pela Fé
11. Ele Vem
12. Justiça Generosa

## Live Sessions
| Música              | Lançamento              |
| ------------------- | ----------------------- |
| A Ele               | 12 de julho de 2016     |
| Para o Adorar       | 28 de julho de 2016     |
| Novo Jeito          | 23 de janeiro de 2017   |
| Teu Chamado         | 10 de fevereiro de 2017 |
| O Rei Está Voltando | 23 de setembro de 2016  |
| Glória              | 30 de dezembro de 2016  |

## Ficha Técnica
- Produção musical: Kleyton Martins
- Arranjos de cordas: Kleyton Martins e Danilo Sinna
- Piano, teclados, loops e cordas: Kleyton Martins
- Guitarras e violões: Sérgio Knust
- Guitarras e violões na música "Justiça Generosa": Bene Maldonado
- Baixo: Marcos Natto
- Bateria: Thiago Reuel
- Percussão: Léo Cavalcante
- Flauta, sax e sax tenor: Danilo Sinna
- Trombone: Wanderson Cunha
- Trompete: Gesiel Nascimento
- Ukulele: Sérgio Knust
- Acordeon: Eron Lima
- Violinos: Aramis Rocha e Robson Rocha
- Violas: Bene Maldonado e Daniel Pires
- Violoncelo: Deni Rocha
- Vocal: Jairo Bonfim, Josy Bonfim, Joelma Bonfim e Adiel Ferr
- Coral black: Ana Beatriz Ferr, Adiel Ferr, Ruben Oliffer, Jéssica Ramalho, Fábio Martin, Renata Meirelles e Márcia Ferr
- Produção de voz: Jairo Bonfim
- Gravado no MK Estúdio
- Técnico de gravação: Edinho Cruz
- Técnico de mixagem: Bene Maldonado
- Edição digital: Beto Morais
- Fotos: AR Fotografias
- Criação de capa: MK Music